# Liste der Nationalparks in der Volksrepublik China

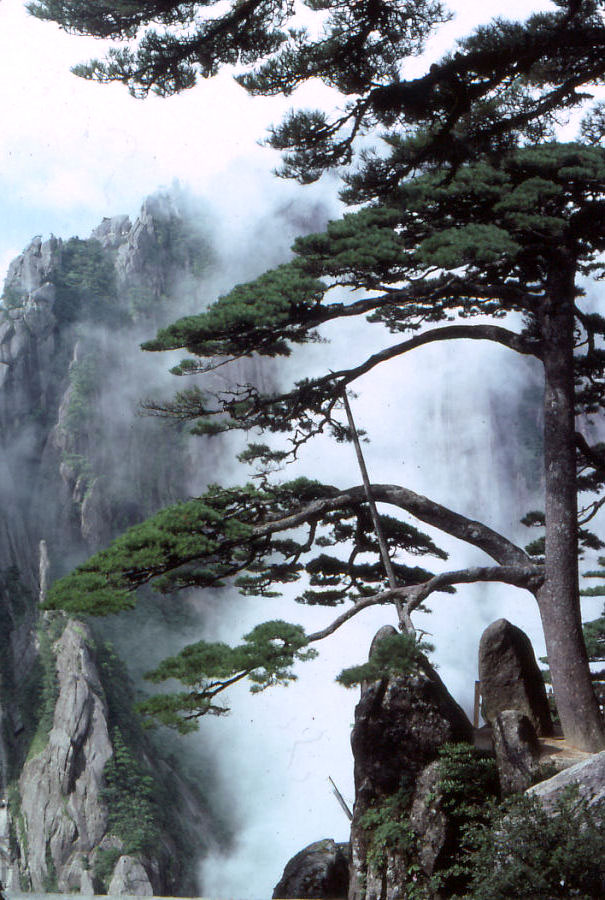
Huangshan

In der Volksrepublik China ist das chinesische Guojiaji Fengjing Mingshengqu (国家级风景名胜区, Nationales Gebiet von landschaftlichem und geschichtlichem Interesse) die Entsprechung von Nationalpark (chinesisch 国家公园, Pinyin Guójiā gōngyuán), wie er außerhalb Chinas angewendet wird. Die Einzelheiten sind in der Richtlinie zur Entwicklung landschaftlich wertvoller Gebieten aus dem Jahr 2000 festgelegt, die 1999 vom Ministerium für Bauwesen beschlossen wurde. Der Begriff wird im offiziellen Logo der Nationalparks in China aufgegriffen.
Im Jahre 2017 waren in China 208 Nationalparks ausgewiesen. Bis August 2012 waren allerdings viele Gebiete bei der IUCN noch nicht in entsprechende Kategorien eingetragen. Ein Gebiet wurde in die IUCN-Kategorie Ia eingestuft und somit international anerkannt, 74 Gebiete konnten noch nicht zugeordnet werden und in insgesamt 179 Fällen lag noch kein ausreichendes Datenmaterial für die Registrierung bei der IUCN vor.
Die Fläche der einzelnen Nationalparks erstreckt sich in den meisten Fällen über das Gebiet hinaus, das der offizielle Name bezeichnet. Ein Beispiel ist etwa der Taihu-Nationalpark (太湖国家级风景名胜区) mit einer Fläche von 3.091 km², der aus 13 Landschaftszonen in Suzhou, Wuxi und Changzhou besteht (Mudu (木渎), Shihu (石湖), Guangfu (光福), Dongshan (东山), Xishan (西山), Luzhi (甪直), Tongli (同里), Yushan (虞山), Meiliang-See (梅粱湖), Lihu-See (蠡湖), Xihui (锡惠), Mashan (马山), Yangxian (阳羡)) und zwei isolierten Sehenswürdigkeiten, die außerhalb der Parks liegen (der Taibo-Tempel (泰伯庙) und die Grabstätte von Taibo (泰伯墓)).
Die Ausweisung der Nationalparks geschah bisher in 7 Reihen:
- Erste Reihe, Proklamationsdatum: 8. November 1982
- Zweite Reihe, Proklamationsdatum: 1. August 1988
- Dritte Reihe, Proklamationsdatum: 10. Januar 1994
- Vierte Reihe, Proklamationsdatum: 17. Mai 2002
- Fünfte Reihe, Proklamationsdatum: 13. Januar 2004
- Sechste Reihe, Proklamationsdatum: 31. Dezember 2005
- Siebte Reihe, Proklamationsdatum: 28. Dezember 2009 (noch nicht in der Tabelle unten enthalten)

## Liste der Nationalparks
Koordinaten und Flächen nach National Park of China (s. Weblinks)
| Name                                          | chinesisch                    | geogr. Breite / Länge | nächste Stadt                        | Provinz         | Reihe | Fläche km² | Besonderheiten |
| --------------------------------------------- | ----------------------------- | --------------------- | ------------------------------------ | --------------- | ----- | ---------- | --- |
| Badaling-Shisanling-Nationalpark              | 八达岭―十三陵风景名胜区       | 40.4, 116.0           | Kreis Yanqing, Stadtbezirk Changping | Peking          | 1     |            | Chinesische Mauer und Ming-Gräber (beides UNESCO-Welterbe), Granit-Felsenmeer des Badaling |
| Bishushanzhuang Waibamiao-Nationalpark        | 承德避暑山庄外八庙风景名胜区  | 41.0, 117.9           | Chengde                              | Hebei           | 1     |            | Kaiserlicher Sommerpalast und die Acht Äußeren Tempel (beides UNESCO-Welterbe) |
| Beidaihe-Nationalpark                         | 秦皇岛北戴河风景名胜区        | 39.8, 119.5           | Qinhuangdao / Beidaihe               | Hebei           | 1     |            | Bekannte Durchgangsstation von Zugvögeln |
| Wutai Shan-Nationalpark                       | 五台山风景名胜区              | 39.0, 113.6           | Taihuai, Datong                      | Shanxi          | 1     | 250        | Die Hauptgipfel des „Fünf-Terrassen-Bergs“ (Wutai Shan) gehören zu den vier heiligen Bergen des Buddhismus in China |
| Heng Shan-Nationalpark                        | 恒山风景名胜区                | 39.7, 114.0           | Hunyuan                              | Shanxi          | 1     |            | Der nördliche Heng Shan, der Große Nördliche Gipfel (北嶽/北岳 Běi Yuè), einer der fünf heiligen Berge des Daoismus, mit dem Hängenden Kloster |
| Qian Shan-Nationalpark                        | 千山风景名胜区                | 41.0, 123.1           | Anshan                               | Liaoning        | 1     | 44         | Qian Shan und der Wuliang-Tempel |
| Jingpo-Hu-Nationalpark                        | 镜泊湖风景名胜区              | 43.9, 128.9           | Ning’an                              | Heilongjiang    | 1     | 90         | Jingpo-See, Geopark des Global Network of National Geoparks der UNESCO |
| Wudalianchi-Nationalpark                      | 五大连池风景名胜区            | 48.7, 126.1           | Wudalianchi                          | Heilongjiang    | 1     | 720        | Fünf vulkanische Seen, UNESCO-Biosphärenreservat, Geopark des Global Network of National Geoparks der UNESCO |
| Tai Hu-Nationalpark                           | 太湖风景名胜区                | 31.2, 120.2           | Suzhou, Shanghai                     | Jiangsu         | 1     |            | Tai-See mit Verbindung zum Kaiserkanal |
| Zhongshan-Nationalpark                        | 南京钟山风景名胜区            | 32.1, 118.8           | Nanjing                              | Jiangsu         | 1     | 20         | Purpurberge, Purple-Mountain-Observatorium |
| Xihu-Nationalpark                             | 杭州西湖风景名胜区            | 30.2, 120.1           | Hangzhou                             | Zhejiang        | 1     |            | Westsee |
| Fuchun Jiang-Xin’an Jiang-Nationalpark        | 富春江―新安江风景名胜区       | 29.5, 119.5           | Jinhua                               | Zhejiang        | 1     |            | Huangshan (Geopark des Global Network of National Geoparks der UNESCO), Fuchun Jiang, Xin’an Jiang und der „See der tausend Inseln“ |
| Yandangshan-Nationalpark                      | 雁荡山风景名胜区              | 28.4, 121.1           | Wenzhou                              | Zhejiang        | 1     | 450        | Yandangshan-Geopark des Global Network of National Geoparks der UNESCO |
| Putuo Shan-Nationalpark                       | 普陀山风景名胜区              | 30.0, 122.4           | Zhoushan                             | Zhejiang        | 1     |            | Putuo Shan in der Inselgruppe Zhoushan, einer der vier heiligen Berge des chinesischen Buddhismus |
| Huang Shan-Nationalpark                       | 黄山风景名胜区                | 30.1, 118.2           | Huangshan                            | Anhui           | 1     | 154        | Huang Shan, der Idealtyp des chinesischen Gebirges, UNESCO-Welterbe |
| Jiuhua Shan-Nationalpark                      | 九华山风景名胜区              | 30.5, 117.8           | Guichi                               | Anhui           | 1     |            | Jiuhua Shan, einer der vier heiligen Berge des chinesischen Buddhismus |
| Tianzhu Shan-Nationalpark                     | 天柱山风景名胜区              | 30.7, 116.5           | Anqing                               | Anhui           | 1     |            | Tianzhu Shan mit dem „Tal der Geheimnisse“ |
| Wuyi Shan-Nationalpark                        | 武夷山风景名胜区              | 27.7, 117.9           | Shangrao, Yingtan, Yanping           | Fujian          | 1     | 12         | Wuyi Shan, UNESCO-Biosphärenreservat |
| Lu Shan-Nationalpark                          | 庐山风景名胜区                | 29.6, 116.0           | Hefei                                | Jiangxi         | 1     | 300        | Lu Shan, UNESCO-Welterbe, Geopark des Global Network of National Geoparks der UNESCO |
| Jinggang Shan-Nationalpark                    | 井冈山风景名胜区              | 26.5, 114.1           | Jinggangshan, Ji’an                  | Jiangxi         | 1     | 214        | Teil der Luoxiao-Gebirgskette, „Geburtsstätte“ der chinesischen Roten Armee unter Mao Zedong |
| Tai Shan-Nationalpark                         | 泰山风景名胜区                | 36.3, 117.1           | Jinan                                | Shandong        | 1     |            | Tai Shan, der Große Östliche Gipfel (東嶽/东岳 Dōng Yuè), einer der fünf heiligen Bergen des chinesischen Daoismus. UNESCO-Welterbe, Geopark des Global Network of National Geoparks der UNESCO                                                                                              |
| Qingdao Lao Shan-Nationalpark                 | 青岛崂山风景名胜区            | 36.2, 120.6           | Qingdao                              | Shandong        | 1     |            | Lao Shan mit dem daoistischen Tempel Taiqing Gong |
| Jigong Shan-Nationalpark                      | 鸡公山风景名胜区              | 31.8, 114.1           | Hefei, Changsha                      | Henan           | 1     |            | Jigong Shan |
| Longmen-Nationalpark                          | 洛阳龙门风景名胜区            | 34.6, 112.5           | Luoyang                              | Henan           | 1     |            | Longmen-Grotten (UNESCO-Welterbe) |
| Songshan-Nationalpark                         | 嵩山风景名胜区                | 34.5, 112.9           | Dengfeng, Zhengzhou                  | Henan           | 1     |            | Song Shan oder der Große Mittlere Gipfel (中嶽/中岳 Zhōng Yuè), einer der fünf heiligen Berge des chinesischen Daoismus, Geopark des Global Network of National Geoparks der UNESCO |
| Dong Hu-Nationalpark                          | 武汉东湖风景名胜区            | 30.5, 114.4           | Wuhan                                | Hubei           | 1     | 88         | Dong Hu, der „Ostsee von Wuhan“ |
| Wudang Shan-Nationalpark                      | 武当山风景名胜区              | 32.4, 111.0           | Shiyan, Xiangfan                     | Hubei           | 1     |            | Wudang Shan, UNESCO-Welterbe |
| Heng Shan-Nationalpark                        | 衡山风景名胜区                | 27.3, 112.7           | Hengyang, Changsha                   | Hunan           | 1     | 85         | Heng Shan, der Große Südliche Gipfel (南嶽/南岳 Nán Yuè), einer der fünf heiligen Berge des chinesischen Daoismus |
| Xing Hu-Nationalpark                          | 肇庆星湖风景名胜区            | 23.1, 112.5           | Zhaoqing                             | Guangdong       | 1     |            | Xing Hu, der „Sternensee“ |
| Guilin Lijiang-Nationalpark                   | 桂林漓江风景名胜区            | 25.0, 110.5           | Nanning                              | Guangxi         | 1     |            | Karst-Landschaft um den Li Jiang bei Guilin und Magischer Kanal |
| Changjiang Sanxia-Nationalpark                | 长江三峡风景名胜区            | 31.0, 109.0           | Chongqing                            | Chongqing/Hubei | 1     |            | Drei Schluchten: Qutang, Wuxia und Xiling |
| Chongqing Jinyun Shan-Nationalpark            | 缙云山风景名胜区              | 29.8, 106.4           | Chongqing                            | Chongqing       | 1     |            | Jinyun Shan |
| Emei Shan-Nationalpark                        | 峨眉山风景名胜区              | 29.5, 103.3           | Leshan                               | Sichuan         | 1     | 154        | Emei Shan, einer der vier heiligen Berge des chinesischen Buddhismus, mit dem Großen Buddha von Leshan, UNESCO-Welterbe |
| Huanglongsi-Jiuzhaigou-Nationalpark           | 九寨沟―黄龙寺风景名胜区       | 33.1, 103.9           | Huanglong                            | Sichuan         | 1     | 72         | Jiuzhai-Tal (UNESCO-Welterbe, UNESCO-Biosphärenreservat) und der Huanglong-Tempel |
| Qingcheng Shan-Dujiangyan-Nationalpark        | 青城山―都江堰风景名胜区       | 31.0, 103.5           | Dujiangyan                           | Sichuan         | 1     |            | Qingcheng Shan, Dujiangyan-Bewässerungssystem (UNESCO-Welterbe), daoistischer Tempel Changdao Guan |
| Jianmenshudao-Nationalpark                    | 剑门蜀道风景名胜区            | 32.3, 105.6           | Guangyuan                            | Sichuan         | 1     |            | Jianmen-Pass (Jianmen Guan) über den Jianmen Shan |
| Huangguoshu-Nationalpark                      | 黄果树风景名胜区              | 26.0, 105.7           | Anshun                               | Guizhou         | 1     |            | Huangguoshu-Wasserfall |
| Shilin-Nationalpark                           | 路南石林风景名胜区            | 24.8, 103.3           | Shilin, Kunming                      | Yunnan          | 1     | 400        | Shilin- oder Lunan-Steinwald, UNESCO-Welterbe, Geopark des Global Network of National Geoparks der UNESCO, eines der drei herausragenden Beispiele des südchinesischen Karstes, als solches Bestandteil des United Nations Environment Programme.                                            |
| Dali-Nationalpark                             | 大理风景名胜区                | 25.7, 100.2           | Dali                                 | Yunnan          | 1     | 1.016      | Drei Pagoden des Chongsheng-Tempels, Cangshan-Gebirge |
| Xishuangbanna-Nationalpark                    | 西双版纳风景名胜区            | 21.6, 100.7           | Xishuangbanna                        | Yunnan          | 1     | 1.202      | Größter Tropenwald in China, UNESCO-Biosphärenreservat |
| Huashan-Nationalpark                          | 华山风景名胜区                | 34.5, 110.1           | Xi’an                                | Shaanxi         | 1     |            | Hua Shan, der Große Westliche Gipfel (西嶽/西岳 Xī Yuè), einer der fünf heiligen Berge des chinesischen Daoismus |
| Lishan-Nationalpark                           | 临潼骊山─秦兵马俑风景名胜区   | 34.4, 109.2           | Lintong                              | Shaanxi         | 1     |            | Mausoleum Qin Shihuangdis mit der Terrakottaarmee (UNESCO-Welterbe) |
| Maijishan-Nationalpark                        | 麦积山风景名胜区              | 34.4, 106.0           | Tianshui                             | Gansu           | 1     | 215        | Maijishan-Grotten |
| Tianshan Tianchi-Nationalpark                 | 天山天池风景名胜区            | 43.9, 88.1            | Ürümqi                               | Xinjiang        | 1     | 548        | Der Himmelssee (Tianchi) der Himmlische Berge (Tian Shan) |
| Yeshanpo-Nationalpark                         | 野三坡风景名胜区              | 39.6, 115.2           | Peking                               | Hebei           | 2     | 520        | Yeshanpo-Schlucht, Teil des Fangshan-Geoparks des Global Network of National Geoparks der UNESCO |
| Cangyan Shan-Nationalpark                     | 苍岩山风景名胜区              | 37.8, 114.1           | Shijiazhuang                         | Hebei           | 2     | 180        | Cangyan Shan mit Fu Qing Si (Fuqing-Tempel) und Qiaolou Dian (Hängender Palast) |
| Huanghe Hukou Pubu-Nationalpark               | 黄河壶口瀑布风景名胜区        | 36.1, 110.4           | Linfen, Xi’an                        | Shanxi/Shaanxi  | 2     |            | Hukou-Wasserfall (Hukou Pubu) des Huang He |
| Yalujiang-Nationalpark                        | 鸭绿江风景名胜区              | 40.0, 124.3           | Dandong                              | Liaoning        | 2     | 800        | Ästuar des Yalu Jiang |
| Jinshitan-Nationalpark                        | 金石滩风景名胜区              | 39.1, 122.0           | Dalian                               | Liaoning        | 2     | 62         | Goldkieselstrand (Golden Pebble Beach) |
| Xingcheng Haibin-Nationalpark                 | 兴城海滨风景名胜区            | 40.6, 120.8           | Xingcheng, Jinxi                     | Liaoning        | 2     |            | Küste bei Xingcheng, Juhua-Insel im Golf von Bohai |
| Dalian Haibin-Lüshunkou-Nationalpark          | 大连海滨―旅顺口风景名胜区     | 38.8, 121.2           | Dalian und Lüshunkou                 | Liaoning        | 2     |            | Küste zwischen Dalian und Port Arthur (Lüshunkou) |
| Songhua Hu-Nationalpark                       | 松花湖风景名胜区              | 43.6, 126.8           | Jilin                                | Jilin           | 2     | 550        | Songhua-Stausee des Songhua Jiang |
| Badabu-Jingyuetan-Nationalpark                | 八大部―净月潭风景名胜区       | 43.8, 125.5           | Changchun                            | Jilin           | 2     | 150        | Badabu, die acht Ministerien der Mandschukuo, Jingyuetan-Wald |
| Yuntaishan-Nationalpark                       | 云台山风景名胜区              | 34.6, 119.3           | Lianyungang                          | Jiangsu         | 2     | 180        | |
| Shugang Shouxihu-Nationalpark                 | 蜀岗瘦西湖风景名胜区          | 32.4, 119.4           | Yangzhou                             | Jiangsu         | 2     | 12         | Ruinen von Tangcheng, Shugang-Kloster, Shouxi-See |
| Tiantaishan-Nationalpark                      | 天台山风景名胜区              | 29.2, 121.0           | Ningbo                               | Zhejiang        | 2     | 187        | T'ien-t'ai shan, der „Himmelsterrassen-Berg“, der Ursprung des Tiantai zong (Mahayana-Schule des ostasiatischen Buddhismus) |
| Shengsi Liedao-Nationalpark                   | 嵊泗列岛风景名胜区            | 30.7, 122.4           | Xiaoguan'ao, Beidingxing             | Zhejiang        | 2     |            | Shengsi-Inseln (Shengsi Liedao) |
| Nanxijiang-Nationalpark                       | 楠溪江风景名胜区              | 28.2, 120.5           | Oubei, Yantan                        | Zhejiang        | 2     | 625        | Tal des Nanxi Jiang: Wasserfälle, Felsformationen |
| Langyashan-Nationalpark                       | 琅琊山风景名胜区              | 32.2, 118.2           | Chuzhou                              | Anhui           | 2     | 115        | Langya-Tempel |
| Qingyuanshan-Nationalpark                     | 清源山风景名胜区              | 25.0, 118.6           | Fuzhou, Quanzhou                     | Fujian          | 2     | 50         | Qingyuan Shan, Steinskulpturen im Qingyuan Shan |
| Gulangyu--Nationalpark                        | 鼓浪屿―万石山风景名胜区       | 24.5, 118.1           | Xiamen                               | Fujian          | 2     | 245        | Gulangyu-Insel, Wanshishan |
| Taimushan-Nationalpark                        | 太姥山风景名胜区              | 27.1, 120.2           | Ningde                               | Fujian          | 2     | 60         | Taimushan |
| Sanqing Shan-Nationalpark                     | 三清山风景名胜区              | 28.9, 118.1           | Shangrao                             | Jiangxi         | 2     | 220        | Granitlandschaft des Gebirges Sanqing Shan, seit 2008 UNESCO-Weltnaturerbestätte |
| Longhu Shan-Nationalpark                      | 龙虎山风景名胜区              | 28.1, 117.0           | Guixi                                | Jiangxi         | 2     |            | Longhu Shan, der Drache-und-Tiger-Berg, ist der Hauptsitz des Himmelsmeister-Daoismus. Geopark des Global Network of National Geoparks der UNESCO |
| Jiaodong Bandao Haibin-Nationalpark           | 胶东半岛海滨风景名胜区        | 37.5, 121.5           | Yantai                               | Shandong        | 2     |            | Neolithische Fundplätze der Jiaodong-Halbinsel (Jiaodong Bandao) |
| Dahongshan-Nationalpark                       | 大洪山风景名胜区              | 31.5, 113.0           | Xiangfan, Jingmen                    | Hubei           | 2     | 350        | Huangxian-Höhle |
| Wulingyuan-Nationalpark                       | 武陵源(张家界)风景名胜区      | 29.4, 110.5           | Zhangjiajie                          | Hunan           | 2     | 390        | Sandsteinpfeiler von Wulingyuan, UNESCO-Welterbe, Geopark des Global Network of National Geoparks der UNESCO |
| Yueyanglou Dongtinghu-Nationalpark            | 岳阳楼─洞庭湖风景名胜区       | 29.4, 113.1           | Yueyang                              | Hunan           | 2     | 1.300      | Dongting-See, Yueyang-Turm |
| Xiqiaoshan-Nationalpark                       | 西樵山风景名胜区              | 22.9, 113.0           | Nanhai                               | Guangdong       | 2     | 14         | Vulkanische Landschaft des Xiqiao Shan, Tian-See (Tian Hu) und die Shiyan-Höhle |
| Danxiashan-Nationalpark                       | 丹霞山风景名胜区              | 25.0, 113.7           | Renhua                               | Guangdong       | 2     | 290        | Sandsteinlandschaft des Danxia Shan (Geopark des Global Network of National Geoparks der UNESCO) im Nanling-Gebirge |
| Xishan-Nationalpark                           | 桂平西山风景名胜区            | 23.4, 110.0           | Guiping                              | Guangxi         | 2     |            | Xi Shan, der „Westberg“ |
| Huashan-Nationalpark                          | 花山风景名胜区                | 22.3, 107.0           | Ningming                             | Guangxi         | 2     |            | Felsmalereien des Huashan |
| Jinfoshan-Nationalpark                        | 金佛山风景名胜区              | 29.0, 107.2           | Nanchuan                             | Chongqing       | 2     | 1.300      | Ginkgowald des Jinfoshan |
| Gongga Shan-Nationalpark                      | 贡嘎山风景名胜区              | 29.6, 101.9           | Kangding, Xichang                    | Sichuan         | 2     | 10.000     | Gongga Shan (Minya Konka) im Daxue Shan, der östlichste Siebentausender der mit dem Himalaya in Zusammenhang stehenden Gebirge |
| Shunan Zhuhai-Nationalpark                    | 蜀南竹海风景名胜区            | 28.5, 105.0           | Yibin                                | Sichuan         | 2     | 120        | Shunan-Bambusmeer (Shunan Zhuhai), auch „Bambuswald“ oder „Bambusstadt“ |
| Zhijindong-Nationalpark                       | 织金洞风景名胜区              | 26.7, 105.9           | Zhijin                               | Guizhou         | 2     | 307        | Zhijin-Höhle, eine 12 km lange Karsthöhle mit sehr großen Räumen und bis zu 70 m hohen Stalagmiten |
| Wuyanghe-Nationalpark                         | 潕阳河风景名胜区              | 27.0, 108.3           | Guiyang                              | Guizhou         | 2     | 625        | Die Schlucht des Wuyang He |
| Hongfenghu-Nationalpark                       | 红枫湖风景名胜区              | 26.5, 106.4           | Guiyang                              | Guizhou         | 2     |            | Stausee Hongfen Hu, der „See des roten Ahornblattes“ mit seinen 178 Inseln |
| Longgong-Nationalpark                         | 龙宫风景名胜区                | 26.1, 105.9           | Anshun                               | Guizhou         | 2     | 60         | Der Drachenpalast mit der Höhle des Anshun-Drachenpalasts (Anshun Longgong (安顺龙宫)) |
| Sanjiangbingliu-Nationalpark                  | 三江并流风景名胜区            | 26.9, 100.0           | Zhongdian, Lushui, Panzhihua         | Yunnan          | 2     | 40.000     | „Drei parallele Flüsse“, UNESCO-Welterbe |
| Dianchi-Nationalpark                          | 昆明滇池风景名胜区            | 24.9, 102.7           | Kunming                              | Yunnan          | 2     |            | Dian-See von Kunming |
| Yulong Xueshan-Nationalpark                   | 玉龙雪山风景名胜区            | 27.1, 100.2           | Lijiang                              | Yunnan          | 2     | 777        | Yulong Xueshan, der Jadedrachen-Schneeberg |
| Yarlung-Fluss-Nationalpark                    | 雅砻河风景名胜区              | 29.3, 91.5            | Zêtang (Kreis Nêdong), Lhasa         | Tibet           | 2     | 920        | Yarlung-Fluss, die „Wiege der tibetischen Zivilisation“, und das Flusstal des Yarlung Zangbo stromaufwärts von Zêtang und dem Kloster Changzhug |
| Xixia Wangling-Nationalpark                   | 西夏王陵风景名胜区            | 38.4, 106.0           | Yinchuan                             | Ningxia         | 2     | 40         | Mausoleen der Westlichen Xia (Tanguten) |
| Panshan-Nationalpark                          | 盘山风景名胜区                | 40.1, 117.3           | Tianjin                              | Tianjin         | 3     |            | Kaiserlicher Garten und buddhistische Tempel des Pan Shan |
| Zhangshiyan-Nationalpark                      | 嶂石岩风景名胜区              | 37.4, 114.0           | Shijiazhuang                         | Hebei           | 3     | 120        | Klippen des Zhangshiyan |
| Beiwudangshan-Nationalpark                    | 北武当山风景名胜区            | 38.0, 111.0           | Taiyuan                              | Shanxi          | 3     |            | Bei Wudang Shan |
| Wulaofeng-Nationalpark                        | 五老峰风景名胜区              | 34.8, 110.5           | Yuncheng                             | Shanxi          | 3     | 300        | Wulaofeng-Gipfel, Poyang-See |
| Fenghuangshan-Nationalpark                    | 凤凰山风景名胜区              | 40.4, 124.1           | Fengcheng, Dandong                   | Liaoning        | 3     | 216        | Bergwerksstadt Fenghuangshan am „Phönixberg“, Bestandteil des Staatlichen Geoparks für paläontologische Fossilien in Chaoyang in der Provinz Liaoning, Yalu Jiang |
| Benxi Shuidong-Nationalpark                   | 本溪水洞风景名胜区            | 41.3, 124.1           | Benxi                                | Liaoning        | 3     | 44         | Benxi-Höhlen (Benxi Shuidong) |
| Moganshan-Nationalpark                        | 莫干山风景名胜区              | 30.5, 119.9           | Hangzhou                             | Zhejiang        | 3     | 43         | Moganshan, Naherholungsgebiet für die Einwohner von Shanghai und Hangzhou |
| Xuedoushan-Nationalpark                       | 雪窦山风景名胜区              | 29.7, 121.2           | Xikou, Ningbo                        | Zhejiang        | 3     | 85         | Xuedoushan und der Tempel Xuedoushan Zisheng Chan |
| Shuanglong-Nationalpark                       | 双龙风景名胜区                | 29.2, 119.6           | Jinhua, Quzhu                        | Zhejiang        | 3     |            | Shuanglong-Höhle (Shuanglong Dong), die „Höhle des Doppelten Drachen“ |
| Xiandu-Nationalpark                           | 仙都风景名胜区                | 28.8, 120.2           | Jinyun, Lishui, Jinhua               | Zhejiang        | 3     | 166        | Der Steinpfeiler des Dinghu-Gipfels |
| Qiyunshan-Nationalpark                        | 齐云山风景名胜区              | 29.8, 118.0           | Yanqian, Huangshan                   | Anhui           | 3     | 110        | Qiyunshan, taoistische Tempel |
| Taoyuandong-Linyin Shilin-Nationalpark        | 桃源洞─鳞隐石林风景名胜区     | 26.0, 117.4           | Sanming                              | Fujian          | 3     |            | Taoyuan-Höhlen (Taoyuandong), Linyin-Steinwald |
| Jinhu-Nationalpark                            | 金湖风景名胜区                | 26.8, 117.0           | Shancheng, Taining, Sanming          | Fujian          | 3     | 137        | Jin Hu, der „Goldene See“, Geopark des Global Network of National Geoparks der UNESCO |
| Yuanyangxi-Nationalpark                       | 鸳鸯溪风景名胜区              | 27.0, 119.0           | Nanping, Ningde                      | Fujian          | 3     | 79         | Die vier Teiche des Yuanyangxi |
| Haitan-Nationalpark                           | 海坛风景名胜区                | 25.5, 119.8           | Fuzhou                               | Fujian          | 3     | 49         | Archipel von Haitan, vorgeschlagen als UNESCO-Welterbe |
| Guanzhishan-Nationalpark                      | 冠豸山风景名胜区              | 25.1, 117.0           | Longyan                              | Fujian          | 3     |            | Guanzhishan und die Hakka-Festungshäuser |
| Wangwushan-Yuntaishan-Nationalpark            | 王屋山─云台山风景名胜区       | 35.4, 113.4           | Xinxiang, Jiaozuo                    | Henan           | 3     | 110        | Wangwu Shan (Geopark des Global Network of National Geoparks der UNESCO), Yuntaishan (Geopark des Global Network of National Geoparks der UNESCO). Wangwu-Shan-Grotte, eine der zehn großen daoistischen Grottenhimmel. Die Wasserfälle des Yuntaishan, unter anderem der Yuntai-Wasserfall. |
| Longzhong-Nationalpark                        | 隆中风景名胜区                | 32.0, 112.0           | Xiangfan                             | Hubei           | 3     | 209        | Die alte Stadt Longzhong und andere architektonische Denkmäler, die Stätte des Wirkens von Zhuge Liang, der Longzhong-Berg |
| Jiugongshan-Nationalpark                      | 九宫山风景名胜区              | 29.4, 114.6           | Xianning, Wuhan                      | Hubei           | 3     | 210        | Fauna und Flora des Jiugongshan, Klettergebiet |
| Shaoshan-Nationalpark                         | 韶山风景名胜区                | 27.9, 112.5           | Xiangtan, Changsha                   | Hunan           | 3     | 70         | Shaoshan, Geburtsort von Mao Zedong |
| Sanya Redai Haibin-Nationalpark               | 三亚热带海滨风景名胜区        | 18.3, 109.3           | Sanya                                | Hainan          | 3     |            | Tropische Küste von Sanya |
| Simian Shan-Nationalpark                      | 四面山风景名胜区              | 28.6, 106.4           | Luzhou                               | Chongqing       | 3     | 240        | Die Wasserfälle des Simian Shan |
| Xiling Xueshan-Nationalpark                   | 西岭雪山风景名胜区            | 30.7, 103.2           | Chengdu                              | Sichuan         | 3     | 483        | Der „Schneeberg von Xiling“ |
| Siguniangshan-Nationalpark                    | 四姑娘山风景名胜区            | 31.2, 102.9           | Rilong, Chengdu                      | Sichuan         | 3     |            | Wildnis des Siguniangshan („Vier-Mädchen-Berg“) im Shu Shan und die umgebenden Täler |
| Zhangjiang-Nationalpark                       | 荔波樟江风景名胜区            | 25.3, 107.7           | Libo, Guiyang                        | Guizhou         | 3     |            | Karstlandschaft um den Zhang Jiang, UNESCO-Welterbe, Geopark des Global Network of National Geoparks der UNESCO, eines der drei herausragenden Beispiele des südchinesischen Karstes, als solches Bestandteil des United Nations Environment Programme.                                      |
| Chishui-Nationalpark                          | 赤水风景名胜区                | 28.5, 105.9           | Zunyi, Luzhou                        | Guizhou         | 3     |            | Wasserfall des Chishui, ein Nebenfluss des Jangtsekiangs |
| Malinghe Xiagu-Nationalpark                   | 马岭河风景名胜区              | 25.1, 105.0           | Xingyi                               | Guizhou         | 3     | 450        | Die Schlucht des Maling He und ihre Wasserfälle |
| Tengchong Geothermie- und Vulkan-Nationalpark | 腾冲地热火山风景名胜区        | 25.0, 98.4            | Tengchong, Baoshan                   | Yunnan          | 3     | 130        | Vulkane, Geysire und Geothermalfelder bei Tengchong |
| Ruilijiang-Dayingjiang-Nationalpark           | 瑞丽江─大盈江风景名胜区       | 24.5, 97.7            | Dehong, Luxi                         | Yunnan          | 3     | 660        | Ruili Jiang, Tigersprung-Schlucht des Daying Jiang |
| Jiuxiang-Nationalpark                         | 九乡风景名胜区                | 25.0, 103.1           | Kunming                              | Yunnan          | 3     | 20         | Karstlandschaft mit zahlreichen Höhlen, Diehong-Brücke, Felsmalereien von Alu Long |
| Jianshui-Nationalpark                         | 建水风景名胜区                | 23.6, 102.8           | Jianshui, Yuxi, Gejiu                | Yunnan          | 3     | 115        | Denkmäler des Kreises Jianshui: Tempel von Jianshui (Jianshui wenmiao 建水文庙), Zhilin-Tempel (Zhilin si 指林寺) und andere |
| Tiantaishan-Nationalpark                      | 宝鸡天台山风景名胜区          | 34.3, 107.1           | Baoji                                | Shaanxi         | 3     | 133        | Tiantai Shan und seine Tempelanlagen |
| Kongtongshan-Nationalpark                     | 崆峒山风景名胜区              | 35.5, 106.5           | Pingliang                            | Gansu           | 3     | 30         | Kongtong Shan und seine daoistischen Tempelanlagen |
| Mingshashan-Yueyaquan-Nationalpark            | 鸣沙山─月牙泉风景名胜区       | 40.0, 94.8            | Dunhuang                             | Gansu           | 3     |            | Mogao-Grotten, Yueya Quan („Mondsichel-See“) |
| Qinghaihu-Nationalpark                        | 青海湖风景名胜区              | 36.9, 100.1           | Xining                               | Qinghai         | 3     | 5.000      | Qinghai-See (Qinghai Hu), einer der größten Salzseen der Erde |
| Shihuadong-Nationalpark                       | 石花洞风景名胜区              | 39.8, 116.0           | Fangshan                             | Peking          | 4     | 18.000     | „Steinblumen-Höhle“ (Shihuadong), Teil des Fangshan-Geoparks des Global Network of National Geoparks der UNESCO |
| Xibaipo-Tianguishan-Nationalpark              | 西柏坡―天桂山风景名胜区       | 38.4, 113.7           | Pingshan                             | Hebei           | 4     |            | Der Berg Tianguishan und Xibaipo, Hauptquartier der Kommunistischen Partei und der Befreiungsarmee 1948/49 |
| Kongshan Baiyundong-Nationalpark              | 崆山白云洞风景名胜区          | 37.0, 114.2           | Shijiazhuang                         | Hebei           | 4     |            | Bayun-Höhle, die „Höhle der Weißen Wolken“ (Baiyundong) im Kongshan |
| Zalantun-Nationalpark                         | 扎兰屯风景名胜区              | 48.0, 122.5           | Zalantun                             | Innere Mongolei | 4     |            | Hexingten, Geopark des Global Network of National Geoparks der UNESCO |
| Qingshangou-Nationalpark                      | 青山沟风景名胜区              | 41.0, 125.2           | Tonghua                              | Liaoning        | 4     | 127        | Unberührte Natur, reiches Tier- und Pflanzenleben |
| Yiwulüshan-Nationalpark                       | 医巫闾山风景名胜区            | 41.6, 121.7           | Fuxin, Jinzhou                       | Liaoning        | 4     | 630        | Yiwulü Shan |
| Xianjingtai-Nationalpark                      | 仙景台风景名胜区              | 42.3, 129.1           | Jilin                                | Jilin           | 4     | 499        | Granitlandschaft mit typischen Verwitterungsformen |
| Fangchuan-Nationalpark                        | 防川风景名胜区                | 42.6, 130.6           | Jingxin                              | Jilin           | 4     |            | Tigerpopulation von Fangchuan, der Lotus-See |
| Jianglangshan-Nationalpark                    | 江郎山风景名胜区              | 28.5, 118.5           | Zhejiang, Jiangxi                    | Zhejiang        | 4     |            | Landschaft des Jianglangshan |
| Xianju-Nationalpark                           | 仙居风景名胜区                | 28.9, 120.8           | Linhai                               | Zhejiang        | 4     | 188        | Wald von Xianju |
| Huanjiang-Wuxie-Nationalpark                  | 浣江―五泄风景名胜区           | 29.7, 120.1           | Hangzhou                             | Zhejiang        | 4     |            | Huan Jiang |
| Caishi-Nationalpark                           | 采石风景名胜区                | 31.7, 118.5           | Ma’anshan, Jiangsu, Nanjing          | Anhui           | 4     |            | Caishi-Riff, Guangji-Kloster, Sanyuan-Höhle |
| Chao Hu-Nationalpark                          | 巢湖风景名胜区                | 31.5, 117.6           | Chaohu, Hefei                        | Anhui           | 4     | 760        | Chao-See (chin. 巢湖) |
| Huashan Miku-Jianjiang-Nationalpark           | 花山谜窟―渐江风景名胜区       | 29.7, 118.4           | Huangshan                            | Anhui           | 4     | 80.6       | Jian Jiang, die „Orakelhöhle von Huangshan“ |
| Gushan-Nationalpark                           | 鼓山风景名胜区                | 26.1, 119.4           | Fuzhou                               | Fujian          | 4     | 19         | Gu Shan, der „Trommelberg“ |
| Yuhuadong-Nationalpark                        | 玉华洞风景名胜区              | 26.2, 117.6           | Sanming                              | Fujian          | 4     |            | Yuhua-Höhlen (Yuhuadong) |
| Xiannühu-Nationalpark                         | 仙女湖风景名胜区              | 27.7, 114.8           | Yichun, Xinyu                        | Jiangxi         | 4     |            | Xiannüsee (Xiannühu), der „See der Feen“ |
| Sanbaishan-Nationalpark                       | 三百山风景名胜区              | 25.1, 115.4           | Fengshan, Ganzhou                    | Jiangxi         | 4     | 200        | Tierwelt des Sanbaishan-Walds |
| Boshan-Nationalpark                           | 博山风景名胜区                | 36.4, 117.9           | Boshan, Zibo, Jinan                  | Shandong        | 4     | 73         | Überreste der „Großen Mauer von Qi“, Karstformen |
| Qingzhou-Nationalpark                         | 青州风景名胜区                | 36.6, 118.5           | Qingzhou, Zibo                       | Shandong        | 4     |            | Buddha-Höhlen des Tuoshan, der Wald des Yang Tian |
| Shirenshan-Nationalpark                       | 石人山风景名胜区              | 33.7, 112.2           | Pingdingshan                         | Henan           | 4     | 268        | Granitberge des Shirenshan, reiche Pflanzen- und Tierwelt |
| Lushui-Nationalpark                           | 陆水风景名胜区                | 29.7, 114.0           | Puqi, Xianning                       | Hubei           | 4     |            | Lushui-Stausee |
| Yuelushan-Nationalpark                        | 岳麓风景名胜区                | 28.2, 112.9           | Changsha                             | Hunan           | 4     | 36         | Yuelushan mit Aiwan-Pavillon und Lushan-Tempel, Xiang Jian |
| Langshan-Nationalpark                         | 崀山风景名胜区                | 26.4, 110.8           | Xinning                              | Hunan           | 4     | 110        | Bizarre Felslandschaft des Langshan |
| Baiyunshan-Nationalpark                       | 白云山风景名胜区              | 23.2, 113.3           | Guangzhou                            | Guangdong       | 4     | 0,016      | Baiyunshan |
| Xihu-Nationalpark                             | 惠州西湖风景名胜区            | 23.1, 114.4           | Huizhou                              | Guangdong       | 4     |            | Westsee von Huizhou |
| Furongjiang-Nationalpark                      | 芙蓉江风景名胜区              | 29.2, 107.9           | Fuling, Chongqing                    | Chongqing       | 4     | 150        | Eines der drei herausragenden Beispiele des südchinesischen Karstes, als solches Bestandteil des United Nations Environment Programme. Furong Jiang, Furong-Höhle |
| Shihai Dongxiang-Nationalpark                 | 石海洞乡风景名胜区            | 28.3, 105.1           | Xingwen, Yibin                       | Sichuan         | 4     | 121        | Karstlandschaft des Xingwen-Geoparks |
| Qionghai-Luojishan-Nationalpark               | 邛海―螺髻山风景名胜区         | 27.8, 102.3           | Xichang                              | Sichuan         | 4     |            | Qiong-See, Luojishan-Gletscherpark |
| Huangdiling-Nationalpark                      | 黄帝陵风景名胜区              | 35.6, 109.3           | Jiaohekou, Yan’an, Tongchuan         | Shaanxi         | 4     | 3,3        | Mausoleum des Gelben Kaisers (Kreis Huangling) |
| Kumtag-Wüste-Nationalpark                     | 库木塔格沙漠风景名胜区        | 42.8, 90.2            | Shanshan                             | Xinjiang        | 4     | ca. 2.500  | Kumtag-Wüste (Turpan) |
| Bosten Hu-Nationalpark                        | 博斯腾湖风景名胜区            | 41.9, 86.9            | Ürümqi                               | Xinjiang        | 4     | ca. 1.100  | Bosten-See |
| Sanshan-Nationalpark                          | 三山风景名胜区                | 32.2, 119.4           | Zhenjiang                            | Jiangsu         | 5     |            | Die drei Berge |
| Fangyan-Nationalpark                          | 方岩风景名胜区                | 28.9, 120.2           | Zhiying, Shizhu                      | Zhejiang        | 5     | 92         | |
| Baizhangji-Feiyunhu-Nationalpark              | 百丈漈―飞云湖风景名胜区       | 27.7, 120.0           | Wenzhou                              | Zhejiang        | 5     | 558,8      | Feiyun-See, Drei-Ji-Wasserfall |
| Taijidong-Nationalpark                        | 太极洞风景名胜区              | 31.12, 119.61         | Xinhang, Guangde                     | Anhui           | 5     |            | Taiji-Höhlen |
| Shibachongxi-Nationalpark                     | 十八重溪风景名胜区            | 26.0, 119.3           | Fuzhou                               | Fujian          | 5     | 42,27      | Schutzgebiet für Baumfarne der Art Alsophila spinulosa und Rhesus-Makaken |
| Qingyunshan-Nationalpark                      | 青云山风景名胜区              | 25.7, 119.0           | Wenqi, Putian                        | Fujian          | 5     | 50         | Qingyunshan, Pflanzenschutzgebiet, heiße Quellen |
| Meiling-Tengwangge-Nationalpark               | 梅岭─滕王阁风景名胜区         | 28.8, 115.7           | Nanchang                             | Jiangxi         | 5     | 150        | Tempel des Meiling-Hügels, Tengwangge (Prinz Teng-Pavillon) |
| Guifeng-Nationalpark                          | 龟峰风景名胜区                | 28.3, 117.5           | Yijiang, Fuhui                       | Jiangxi         | 5     | 135        | Teil des Longushan-Geoparks |
| Linlüshan-Nationalpark                        | 林虑山风景名胜区              | 36.1, 113.7           | Linzhou                              | Henan           | 5     |            | Linlü Shan |
| Mengdonghe-Nationalpark                       | 猛洞河风景名胜区              | 28.9, 109.9           | Fuzhiping, Lingxi, Zhangjiajie       | Hunan           | 5     |            | Stromschnellen des Mengdong He |
| Taohuayuan-Nationalpark                       | 桃花源风景名胜区              | 28.8, 111.4           | Taohuayuan, Changde                  | Hunan           | 5     | 158        | Die „Welt der Pfirsichblumen“: das Dorf Taohuayuan und sein Leicha-Tee |
| Luofushan-Nationalpark                        | 罗浮山风景名胜区              | 23.3, 114.0           | Huangxiehu, Zhengguo                 | Guangdong       | 5     |            | Luofu Shan, einer der heiligen Berge Chinas und eine wichtige Stätte des Daoismus |
| Huguangyan-Nationalpark                       | 湖光岩风景名胜区              | 21.1, 110.3           | Zhanjiang                            | Guangdong       | 5     |            | Huguang-Maar, ein vulkanisches Maar als Klimaarchiv im Leiqiong-Geopark, einer der Geoparks des Global Network of National Geoparks der UNESCO |
| Tiankeng Difeng-Nationalpark                  | 天坑地缝风景名胜区            | 30.8, 109.4           | Maoping, Enshi                       | Chongqing       | 5     |            | Karstlandschaft an der Grenze zu Hubei: der gigantische Einsturztrichter Tiankeng („Himmlische Grube“), und der unterirdische Fluss Difeng („Spalte der Erde“) |
| Bailonghu-Nationalpark                        | 白龙湖风景名胜区              | 32.6, 105.6           | Yangmu, Guangyuan                    | Sichuan         | 5     | 73         | Bailong Hu, der „See des weißen Drachen“ |
| Guangwushan-Nuoshuihe-Nationalpark            | 光雾山─诺水河风景名胜区       | 32.5, 106.9           | Nanjiang                             | Sichuan         | 5     | 349,84     | Guangwu Shan, Nuoshui He |
| Tiantaishan-Nationalpark                      | 天台山风景名胜区              | 30.2, 103.1           | Ya’an, Qionglai                      | Sichuan         | 5     |            | Tiantai Shan |
| Longmenshan-Nationalpark                      | 龙门山风景名胜区              | 31.3, 103.9           | Mianzhu, Deyang                      | Sichuan         | 5     | 1.900      | Longmen Shan |
| Doupengshan-Jianjiang-Nationalpark            | 都匀斗篷山─剑江风景名胜区     | 26.4, 107.3           | Duyun                                | Guizhou         | 5     |            | Doupeng Shan, Jian Jiang |
| Jiudongtian-Nationalpark                      | 九洞天风景名胜区              | 27.2, 105.4           | Bijie                                | Guizhou         | 5     | 150        | Karstlandschaft: Schlucht und Höhlen |
| Jiulongdong-Nationalpark                      | 九龙洞风景名胜区              | 27.6, 109.3           | Bijiang                              | Guizhou         | 5     | 400        | Jiulongdong, die „Neun-Drachen-Höhle“, Jin Jiang |
| Liping Dongxiang-Nationalpark                 | 黎平侗乡风景名胜区            | 26.2, 109.1           | Defeng, Liping                       | Guizhou         | 5     |            | traditionelles Dong-Dorf im Kreis Liping |
| Puzhehei-Nationalpark                         | 普者黑风景名胜区              | 24.2, 104.1           | Yuezhe                               | Yunnan          | 5     | 165        | Karstlandschaft mit der Seenkette von Puzhehei |
| Alu-Nationalpark                              | 阿庐风景名胜区                | 24.6, 103.8           | Zhongshu                             | Yunnan          | 5     | 186        | Alu-Höhlen |
| Qiachuan-Nationalpark                         | 合阳洽川风景名胜区            | 35.2, 110.4           | Heyang                               | Shaanxi         | 5     |            | Das Sumpfland von Qiachuan am Ufer des Huang He mit dem größten Schilfmoor Chinas und der heißen Chunü-Quelle |
| Sayram Hu-Nationalpark                        | 赛里木湖风景名胜区            | 44.6, 81.2            | Har Buh, Ürümqi                      | Xinjiang        | 5     |            | Sayram-See (chin. 塞里木湖, Sailimu Hu) |
| Fangshan-Changyu Dongtian-Nationalpark        | 方山―长屿硐天风景名胜区       | 28.3, 121.2           | Taizhou                              | Zhejiang        | 6     | 26         | Fangshan (auch Wangyueshan, Wangchengshan), der „quadratische Berg“Historische Steinbruch-Höhlen Changyu Dongtian |
| Huatinghu-Nationalpark                        | 花亭湖风景名胜区              | 30.5, 116.2           | Chalu, Anqing                        | Anhui           | 6     |            | Huating-See (Huating Hu) |
| Gaoling-Yaoli-Nationalpark                    | 高岭―瑶里风景名胜区           | 29.6, 117.6           | Huangshan, Jingdezhen                | Jiangxi         | 6     |            | Porzellanindustrie von Gaoling mit Gebäuden der Ming-Dynastie\|Ming- und Qing-Dynastie |
| Wugongshan-Nationalpark                       | 武功山风景名胜区              | 27.4, 114.2           | Pingxiang                            | Jiangxi         | 6     |            | Die grasbewachsenen Höhen des Wugongshan |
| Yunjushan-Zhelinhu-Nationalpark               | 云居山―柘林湖风景名胜区       | 29.3, 115.2           | Nanchang                             | Jiangxi         | 6     | 524        | Yunjushan, Zhelin-Stausee (Zhelinhu) |
| Qingtianhe-Nationalpark                       | 青天河风景名胜区              | 35.3, 113.0           | Jiaozuo                              | Henan           | 6     | 45         | Qingtian He, Teil des Yuntai Shan-Geoparks des Global Network of National Geoparks der UNESCO |
| Shennongshan-Nationalpark                     | 神农山风景名胜区              | 35.2, 112.8           | Jiyuan, Qinyang, Jiaozuo             | Henan           | 6     | 96         | Shennongshan, Teil des Yuntai Shan-Geoparks des Global Network of National Geoparks der UNESCO |
| Ziquejie Titian-Meishan Longgong-Nationalpark | 紫鹊界梯田―梅山龙宫风景名胜区 | 27.6, 111.0           | Shaoyang                             | Hunan           | 6     | 50         | Terrassenlandschaft von Ziquejie, Meishan-Höhlen, Karstlandschaft |
| Dehang-Nationalpark                           | 德夯风景名胜区                | 28.3, 109.8           | Jishou                               | Hunan           | 6     | 108        | Die Siedlungen der Miao in Dehang, Liusha-Wasserfall |
| Getuhe-Chuandong-Nationalpark                 | 紫云格凸河穿洞风景名胜区      | 25.4, 105.9           | Ziyun, Xingyi, Anshun                | Guizhou         | 6     | 70         | Getu He, Chuan-Höhle (Chuandong) |